# Ürömi-víznyelőbarlang
Az Ürömi-víznyelőbarlang Magyarország fokozottan védett barlangjai közül az egyik. A Duna–Ipoly Nemzeti Parkban lévő Pilis hegységben található. Budapest térségében az egyetlen olyan víznyelő, amely működik időszakosan. Turista útikalauzokban is ismertetve van a barlang. Koch Antal már 1870-ben írásban említette a víznyelőt.

## Leírás
Üröm belterületén, a település központja felől haladva a Kőbánya utca bal oldalán, bozótos, körülbelül 10 méter mély mélyedésben nyílik. A víznyelő alján található barlangbejárathoz egy aránylag hosszú, időnként működő vízfolyás vezet. Megnövekedett vízhozamkor, például hóolvadáskor, vagy nagy eső következtében a víznyelőben a víz felduzzad, mert a nyelő nem tudja rögtön levezetni a vizet.
Eocén kori, nummuliteses mészkőben jött létre a bonyolult, többszintes járatrendszer. A vízszintes kiterjedése 44 méter. Vannak olyan helyek is benne, ahol nyolc különböző szintű barlangjárat metszi egymást az alaprajz egy pontján. Sok benne a szűk, nehezen járható szorító, például a bejáratot alkotó Attila-szorító és a Beszterczey-szorító. A lakott terület közelsége miatt hulladékkal szennyezett. Budapest térségének egyetlen, időszakosan működő víznyelője. A barlang egyik mélypontja a Szabó József-terem, amely Szabó József nevéről lett elnevezve. A barlang bejárásához a Duna–Ipoly Nemzeti Park Igazgatóság engedélye és barlangjáró alapfelszerelés szükséges.
Üröm három fokozottan védett barlangja közül az egyik, a másik kettő az Amfiteátrum-barlang és a Róka-hegyi-barlang.
1958-ban volt először Ürömi-víznyelőbarlangnak nevezve a barlang az irodalmában. Előfordul a barlang az irodalmában Farkasverem (Koch 1871), Rókahegyi víznyelő (Kordos 1984), Rókahegyi viznyelő (Bertalan 1976), Üröm Cave (Kordos 1977), Ürömi viznyelő (Kadić 1952), Ürömi-viznyelőbarlang (Kordos 1978), Ürömi viznyelő barlang (Bertalan 1976), Ürömi-víznyelő-barlang (Gyurkó 1993) és Wolfsgrube (Koch 1871) neveken is.

## Kutatástörténet
Az 1870. évi Természettudományi Közlönyben Koch Antal említette meg az ürömi víznyelőt. Koch Antal 1871-ben megjelent tanulmánya szerint Farkasverem és Wolfsgrube a nevei a víznyelőnek, valamint Koch Antal feltételezte, hogy a víznyelő barlangban folytatódik. Az 1914. évi Barlangkutatásban kiadott írásában Bekey Imre Gábor az Ürömi-víznyelőbarlangot is említette. A publikáció szerint a Pilis hegységben három víznyelőbarlang van, az Üröm közelében lévő, amely a Róka-hegy alatt található, a Macska-barlang és a pilisszentkereszti Szurdokban nyíló. Az 1937-ben megjelent A Pilis-hegység barlangjai című összeállításban az olvasható, hogy a barlangot még nem sikerült megtalálni. Az 1940. évi Magyar Katonai Szemle című folyóiratban jelent meg Hampel Ferenc Az ürömi víznyelő (ponor) című ismertetése.
Az 1940-es években Bertalan Károly és Hluchányi Imre, valamint a TTE barlangkutatói végeztek feltáró munkát a barlangnál, de sikertelenül. Az 1948. évi Hidrológiai Közlönyben meg van említve, hogy a Dunántúli-középhegységben lévő ürömi ponor patakja időszakos. 1950-ben sikerült Leél-Őssy Sándornak és a társainak bejutni a víznyelő barlangjába. 1950 áprilisában feltárult a barlang összes, jelenleg is ismert járata a Földtani Intézet támogatásával. Szerették volna elérni a karsztvíz szintjét, de ez nem sikerült. Ebben az évben Leél-Őssy Sándor készített a barlangról négy alaprajzi térképet, a barlang felső részéről egy hosszmetszeti térképet és egy alaprajzi térképet az ürömi víznyelőkről.
Az 1955-ben napvilágot látott, Pilis útikalauz című könyvben az olvasható, hogy a vidék legkésőbben felfedezett barlangja. Üröm keleti szélétől kb. 300 m-re, egy lefolyástalan, zárt, messziről is jól látható mélyedés alján helyezkedik el. Kb. 25 m hosszú a barlang. Nagyon érdekes a barlang víznyelője, mert a kb. 10 m mély és kb. 30 m átmérőjű mélyedés alján lévő két kis hasadékban nagyon gyorsan folyik le a csapadék. A járatok nem egy szintben keletkeztek, hanem egymás alatt, több szintet alkotva ágaznak szét. Több m-es függőleges aknák kötik össze a szinteket. Nagyon szűk a Kutyaszorító és a Névtelen szorító nevű rész. A barlangban két nagy terem van. A Magyar Hidrológiai Társaság Karszthidrológiai és Barlangkutató Bizottságának 1956. január 12-én tartott választmányi ülésén elhangzott, hogy a munkaterületek végleges bejelentése és koordinálása szerint az ELTE Földrajzi Intézet Karszt- és Barlangkutató Csoportjának a feladata, hogy a víznyelőt újra feltárja.

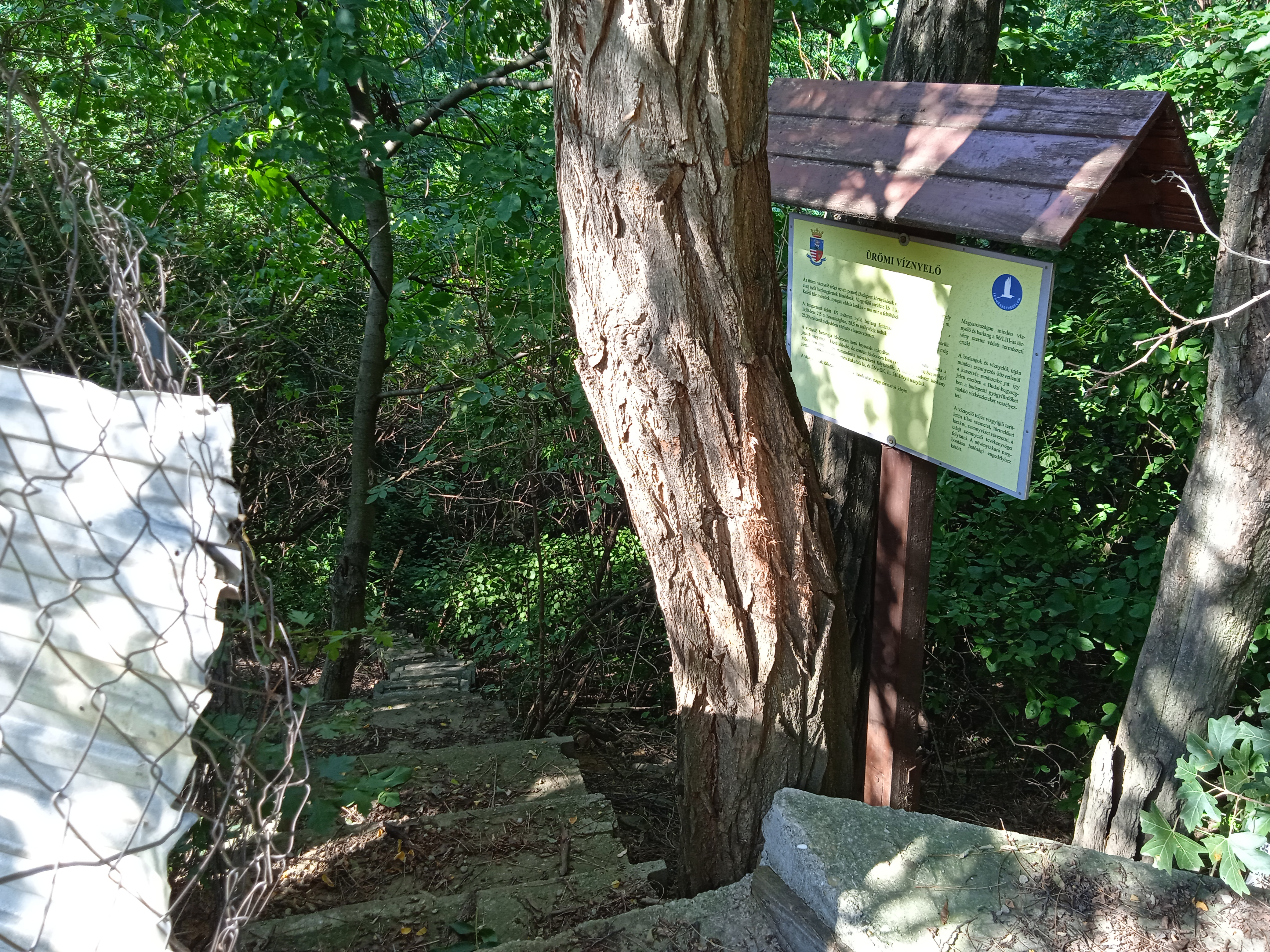
Az Ürömi-víznyelőbarlang bejáratához levezető lépcső

Az 1958. évi Földrajzi Értesítőben szó van arról, hogy felső eocén bryozoás márga foltok vannak az Ürömi-medence K-i szélén található víznyelőnél. A Kevély-hegycsoportban vannak víznyelők, de ezek az Ürömi-víznyelő kivételével kicsik és ritkán működnek. Az Ürömi-víznyelő Üröm K-i szélétől kb. 300 m-re helyezkedik el. Ez Budapest környékének egyetlen aktív víznyelője. Kb. 0,8 km² vízgyűjtőterület tartozik a víznyelőhöz és két rövid búvópatak torkollik bele. Az Ürömi-víznyelő fedett karsztjelenség mert bejárata bryozoás márgában keletkezett, amely itt kb. 10 m vastag fedőréteget képez. A víznyelő alatt található víznyelőbarlang nummuliteszes mészkőben húzódik. A víznyelő csak időszakosan és rövid ideig, olvadásokkor és nagy záporok után működik. Tektonikus hasadékban jött létre és két nyílása van, amelyek egymás mellett helyezkednek el. A víznyelő alatt 1950-ben az Egyetemi Földrajzi Intézet karsztkutató csoportja nagy aktív víznyelőbarlangot tárt fel Leél-Őssy Sándor által vezetve. A víznyelőbarlanggal részletesen Az Ürömi víznyelő barlang című tanulmány foglalkozik, amely a Hidrológiai Közlöny 1952. évi évfolyamában jelent meg.

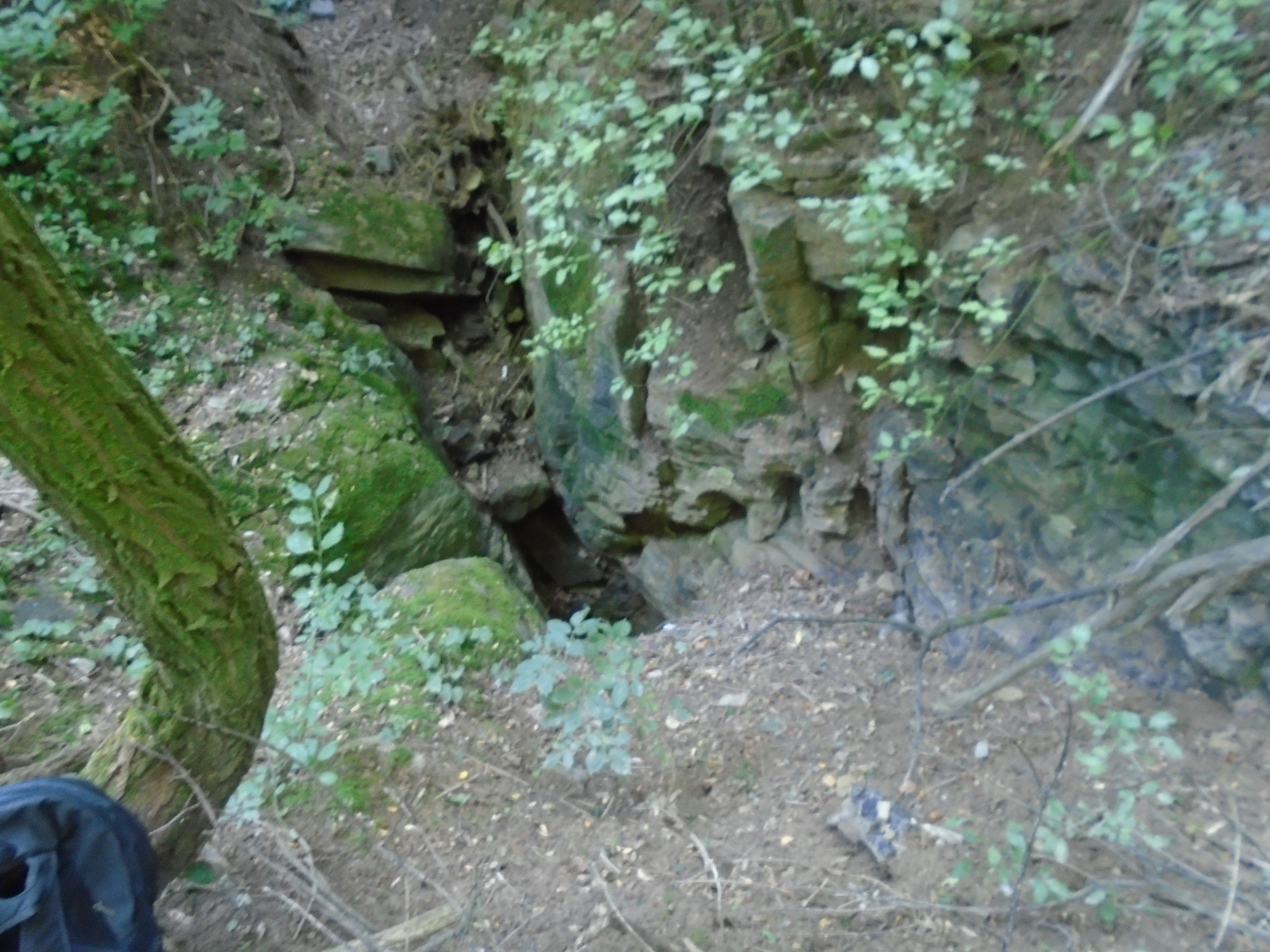
Az Ürömi-víznyelőbarlang bejárata 2017-ben

Karsztmorfológiailag érdekes probléma az Ürömi-víznyelő zárt és lefolyástalan mélyedésének kialakulása. 40–50 m átmérőjű és 10–15 m mély a teljesen zárt, majdnem négyszög alakú mélyedés. Nem egyszerű dolina, mivel kőzetanyaga (bryozoás márga) nem megfelelő hozzá és nem szabályos a mélyedés alakja. Arra utal a víznyelőjét meghatározó erőteljes tektonikus hasadék, hogy egy tektonikus eredetű kis besüllyedés (miniatűr polje). A Kevély-hegycsoportban lévő barlangok főleg hévizes eredetűek, de vannak köztük karsztos (Ürömi-víznyelőbarlang) és tektonikus eredetűek is (ezüst-hegyi barlangok). Az Ürömi-víznyelőbarlang emeletes barlang. A Kevély-hegycsoportban található összes barlang (az aktív Ürömi-víznyelőbarlangot kivéve) jelenleg már magasra kiemelt, pusztuló és száraz barlang. A Kevély-nyergi-zsomboly a Kevély-hegycsoport legnagyobb barlangja az Ürömi-víznyelőbarlang után.
Az Ürömi-víznyelőbarlang Üröm K-i szélétől 300 m-re, a Cservenkov TSZ területén lévő lefolyástalan mélyedés alján, a hasonló nevű Ürömi-víznyelőből nyílik. Kb. 175 m tszf. magasságban van a barlang bejárata. Eltömődött barlangbejáratán át mesterségesen lett feltárva a kb. 40 m mély és 200 m-nél hosszabb barlang. Legmélyebben lévő pontja valószínűleg 20–25 m-re van az állandó karsztvízszint felett. Aktív, jelenleg is fejlődő barlang. Budapest környékén ez az egyetlen olyan barlang, amely aktív. Függőleges aknák kapcsolják össze a többszintes, emeletes barlangrendszer egymás alatt húzódó vízszintes folyosóit. Alsó szintjein bonyolult, labirintusos a kiterjedése. Erős tektonikus hasadékok határozták meg járatainak irányait. A barlang bejárata és egyes részei néha (nagy záporokkor) eltömődnek és ezért időről-időre fel kell tárni a barlangot. Eddig, hat év alatt négyszer kellett feltárni. Az eltömődést nagy védőművek akadályozhatnák meg. A tanulmányhoz mellékelve lett egy térképvázlat, amely a Kevély-hegycsoportot mutatja be. A térképvázlaton megfigyelhető az Ürömi-víznyelőbarlang földrajzi elhelyezkedése. A rajzon és a szövegben 5-ös számmal van jelölve a barlang.
A Magyar Karszt- és Barlangkutató Társulat választmányának az 1961. február 15-i üléséről szóló beszámoló szerint a Móricz Zsigmond Gimnázium Földrajz Szakköre az elmúlt években kétszer újra feltárta. 1961-ben a Móricz Zsigmond Gimnázium Földrajzi Szakkör barlangkutató csoportjának volt a kutatási területe. 1962-ben a csoport kutatta. Az 1962-ben kiadott A barlangok világa című könyvben az olvasható, hogy egy olyan mélyedés alján nyílik, ahol nem folyik le a víz és 1950-ben Leél-Őssy Sándor vezetésével tárták fel az egyetemi Földrajzi Intézet barlangkutatói. 40 m mély és kb. 200 m hosszú a csapadékos időben vizet nyelő, eltömődött végű barlang. A Magyar Karszt- és Barlangkutató Társulat 1963. február 3-i közgyűlésén elhangzott titkári beszámoló szerint a gimnázium kutatói dolgoztak a barlangban. Az 1964-ben napvilágot látott Az országos kék-túra útvonala mentén című könyvben a Kevély hegycsoport legnagyobb barlangjaként van említve.

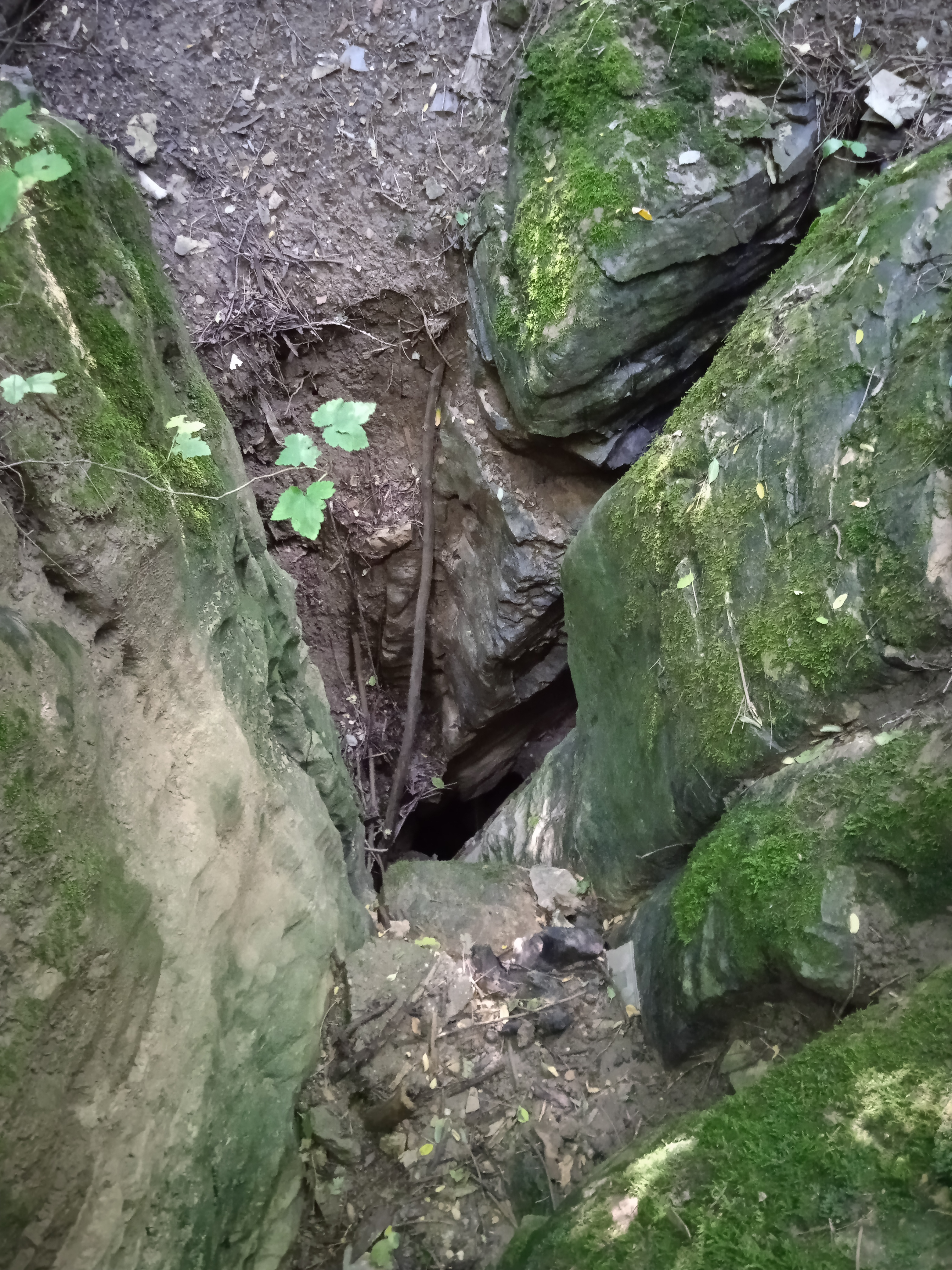
Az Ürömi-víznyelőbarlang bejárata 2021-ben

Az 1967-ben megjelent, Pilis útikalauz című könyv részletes leírása szerint a község keleti szélétől körülbelül 300 méterre, délkeletre, egy nagy rét közepén, egy lefolyástalan mélyedés alján, a Magyar–Bolgár Barátság Termelőszövetkezet baromfitelepének bekerített területén található. Az 1974-ben megjelent Pilis útikalauz című könyvben, a Pilis hegység és a Visegrádi-hegység barlangjainak jegyzékében (19–20. old.) meg van említve, hogy a Pilis hegység és a Visegrádi-hegység barlangjai között van az Ürömi-víznyelőbarlang. A Pilis hegység barlangjait leíró rész szerint a község keleti szélétől körülbelül 300 m-re DK-re, egy nagy rét közepén lévő lefolyástalan mélyedés alján, a Magyar–Bolgár Barátság Termelőszövetkezet baromfitelepének a bekerített területén található.
Bertalan Károly 1976-ban befejezett kéziratának 49. számú céduláján az olvasható, hogy a Pilis hegységben, a Kevély-csoportban, Ürömön elhelyezkedő Ürömi viznyelő barlang másik neve Rókahegyi viznyelő. Üröm É-i szélétől 300 m-re, közvetlenül az Üröm és Csillaghegy közötti autóút É-i oldalán lévő baromfitelepen, lefolyástalan mélyedés alján, 175 m tszf. magasságban van bejárata. A barlang kb. 250 m hosszú, 34 m mély, 8–10 m magas, 0,6–1,5 m széles. Időnként el volt tömődve és veszélyes a többszintes, aktív víznyelőbarlang. Tektonikusan előkészített nagyon sáros hasadék és 3–12 m-es függőleges aknák vannak benne. A kézirat barlangra vonatkozó része 3 publikáció alapján lett írva. A Bertalan Károly és Schőnviszky László által összeállított, 1976-ban megjelent Magyar barlangtani bibliográfia barlangnévmutatójában meg van említve a barlang Farkasverem néven Wolfsgrube, Ürömi-viznyelő névváltozatokkal. A barlangnévmutatóban meg van említve 2 irodalmi mű, amelyek foglalkoznak a barlanggal.
Az 1977. évi Karszt és Barlang angol nyelvű különszámában megjelent, The longest and deepest caves of Hungary (December 31, 1975) című közleményből megtudható, hogy a Pilis hegységben fekvő, 250 m hosszú Üröm Cave (víznyelőbarlang) 1975. december 31-én Magyarország 42. leghosszabb barlangja. A 43. leghosszabb barlang (Vecsembükki-zsomboly) szintén 250 m hosszú. Az 1977. december 31-i állapot szerint (MKBT Meghívó 1978. május) a Pilis hegységben lévő és kb. 250 m hosszú Ürömi-viznyelőbarlang az ország 43. leghosszabb barlangja. Az 1977. évi Karszt és Barlangban megjelent összeállítás alapján, 1977. december 31-én Magyarország 47. leghosszabb barlangja a Pilis hegységben elhelyezkedő, 1977. december 31-én, 1976-ban és 1975-ben kb. 250 m hosszú Ürömi-víznyelőbarlang. A 48. leghosszabb barlang (Vecsembükki-zsomboly) szintén kb. 250 m hosszú. Ez az összeállítás naprakészebb az 1978. májusi MKBT Meghívóban publikált listánál.
Az 1983. évi Karszt és Barlangban van egy olyan ábra, amelyen a Pilis hegység Pilis hegytől Dunáig terjedő részének hossz-szelvénye látható. A rajzon megfigyelhető a terület jelentős barlangjainak földrajzi elhelyezkedése és az, hogy a barlangok mekkora tszf. magasságban helyezkednek el. Az ábrán szerepel a 190 m tszf. magasságban elhelyezkedő Ürömi-víznyelőbarlang. A barlang 200 m hosszú és 40 m mély. Az 1984-ben napvilágot látott, Magyarország barlangjai című könyv országos barlanglistájában szerepel a Pilis hegység barlangjai között a barlang Ürömi-víznyelőbarlang néven Rókahegyi víznyelő névváltozattal. A listához kapcsolódóan látható a Dunazug-hegység barlangjainak földrajzi elhelyezkedését bemutató 1:500 000-es méretarányú térképen a barlang földrajzi elhelyezkedése. Az 1987. december 31-i állapot alapján Magyarország 62. leghosszabb barlangja a 4810 barlangkataszteri egységben lévő, kb. 250 m hosszú Ürömi-víznyelőbarlang. Az összeállítás szerint az 1977. évi Karszt és Barlangban közölt hosszúsági listában a barlang kb. 250 m hosszú.

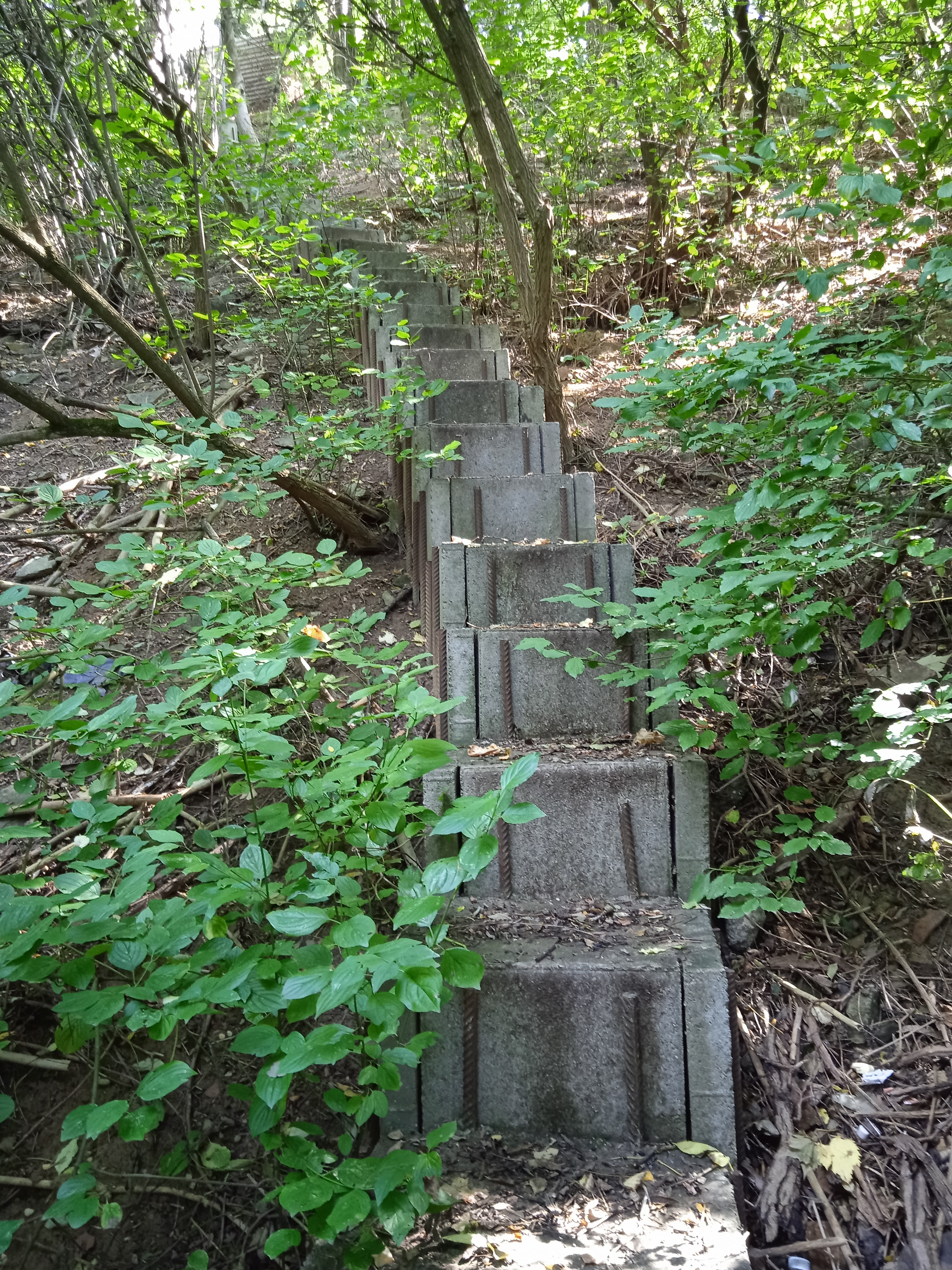
Az Ürömi-víznyelőbarlang bejáratához levezető lépcső

1990-ben a Myotis Barlangkutató Csoportnak volt kutatási engedélye a barlang kutatásához. 1990-ben a Barlangtani Osztály megbízásából és támogatásával a MAFC Barlangkutató Csoport felmérte és a felmérés alapján Perényi Katalin alaprajz térképet és hosszmetszet térképet szerkesztett. Ezek azonban néhány régi szakaszt nem ábrázoltak, mert a felméréskor nem voltak járhatók. A felmérés alapján 180 m hosszú és 26 m mély. Az 1990. évi csoportjelentésben bejárási útmutató lett közölve a hosszmetszet térképpel. A Kárpát József által írt 1991-es kéziratban meg van említve, hogy az Ürömi-viznyelőbarlang (Üröm) 200 m hosszú és 35 m mély. A Pilis hegység 7. leghosszabb és 9. legmélyebb barlangja. Az 1991. évi Földrajzi Közleményekben publikált tanulmány szerint a sasbércek ferdeségéből következő felemásság, vagyis északkeleti, keleti oldaluk fedettsége miatt, időszakosan még ma is fejlődő víznyelőbarlangjaik, mint karsztperemi nyelők és rejtett karsztok rányelői, mind északkeleti, keleti szegélyükön vannak, például az Ürömi-víznyelőbarlang.
1993. április 8-tól a környezetvédelmi és területfejlesztési miniszter 12/1993. (III. 31.) KTM rendelete szerint a Pilis hegységben lévő Ürömi-víznyelő-barlang fokozottan védett barlang. Hidrológiai jelentősége és a területre nem jellemző genetikája miatt lett fokozottan védett barlang. 1998. május 14-től a környezetvédelmi és területfejlesztési miniszter 13/1998. (V. 6.) KTM rendelete szerint a Duna–Ipoly Nemzeti Park Igazgatóság illetékességi területén, a Pilis hegységben található Ürömi-víznyelőbarlang az igazgatóság engedélyével látogatható. 2001. május 17-től a környezetvédelmi miniszter 13/2001. (V. 9.) KöM rendeletének értelmében a Pilis hegység területén lévő Ürömi-víznyelőbarlang fokozottan védett barlang. Egyidejűleg a fokozottan védett barlangok körének megállapításáról szóló 1/1982. (III. 15.) OKTH rendelkezés hatályát veszti.
A 2003-ban megjelent, Magyarország fokozottan védett barlangjai című könyvben lévő barlangismertetés szerint hossza 214 m, függőleges kiterjedése 28,5 m, magassága 2 m, mélysége 26,5 m és vízszintes kiterjedése 44 m. A könyvben található, Egri Csaba és Nyerges Attila által készített hosszúsági lista szerint a Pilis hegységben lévő és 4810-3 barlangkataszteri számú, 2002-ben 214 m hosszú Ürömi-víznyelőbarlang Magyarország 90. leghosszabb barlangja 2002-ben. 2005. szeptember 1-től a környezetvédelmi és vízügyi miniszter 22/2005. (VIII. 31.) KvVM rendelete szerint a Duna–Ipoly Nemzeti Park Igazgatóság működési területén, a Pilis hegységben található Ürömi-víznyelőbarlang a felügyelőség engedélyével látogatható. 2005. szeptember 1-től a környezetvédelmi és vízügyi miniszter 23/2005. (VIII. 31.) KvVM rendelete szerint a Pilis hegységben lévő Ürömi-víznyelőbarlang fokozottan védett barlang.

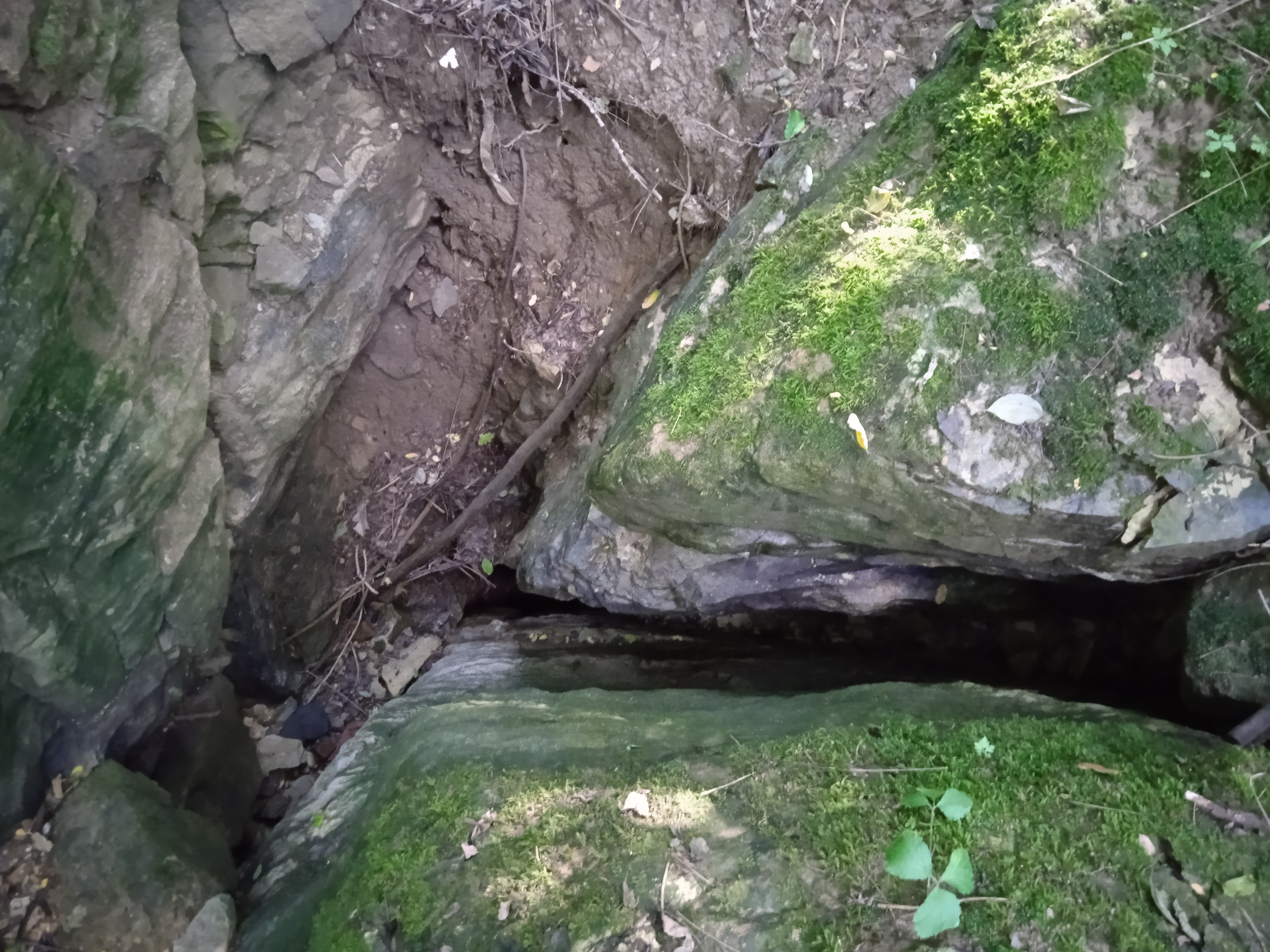
Az Ürömi-víznyelőbarlang bejárata 2021-ben

A 2005-ben kiadott, Magyar hegyisport és turista enciklopédia című kiadványban önálló szócikke van a barlangnak. A szócikk szerint az Ürömi-víznyelőbarlang a Pilis hegységben található és fokozottan védett természeti érték. Üröm belterületén, 179 m tengerszint feletti magasságban van a bejárata. Koch Antal már 1871-ben feltételezte, hogy a víznyelő mögött barlang van. Többen is megpróbálták az 1940-es években feltárni. Leél-Őssy Sándor 1950-ben jutott be az eocén mészkőben keletkezett, többszintes és bonyolult üregrendszerbe. A barlang az egyetlen (bár csak időszakosan) működő víznyelő Budapest térségében. Majdnem 214 m hosszú és 28 m mély a hulladékkal nagyon szennyezett barlang. Engedéllyel és alapfelszereléssel látogatható. Leél-Őssy Sándor szócikkében meg van említve, hogy Leél-Őssy Sándor egyik kutatási területe volt az Ürömi-víznyelőbarlang. A Móricz Zsigmond Gimnázium Földrajz Szakkörének Barlangkutató Csoportja, amelyet Leél-Őssy Sándor vezetett, a Budai-hegység barlangjainak és az Ürömi-víznyelőbarlang kutatása miatt alakult meg.
2007. március 8-tól a környezetvédelmi és vízügyi miniszter 3/2007. (I. 22.) KvVM rendelete szerint a Duna–Ipoly Nemzeti Park Igazgatóság működési területén lévő Pilis hegységben elhelyezkedő Ürömi-víznyelőbarlang az igazgatóság engedélyével tekinthető meg. A 2009. évi Karszt és Barlangban az olvasható, hogy Kesselyák Péter is részt vett a víznyelőnél végzett kutatómunkákban. A 2013. évi Karsztfejlődés című kiadványban az jelent meg, hogy Magyarországon talán Üröm az egyetlen olyan község, amelynek a határában három fokozottan védett barlang van, az Amfiteátrum-barlang, a Róka-hegyi-barlang és az Ürömi-víznyelőbarlang. 2013. július 19-től a vidékfejlesztési miniszter 58/2013. (VII. 11.) VM rendelete szerint az Ürömi-víznyelőbarlang (Pilis hegység, Duna–Ipoly Nemzeti Park Igazgatóság működési területe) az igazgatóság hozzájárulásával látogatható. 2015. november 3-tól a földművelésügyi miniszter 66/2015. (X. 26.) FM rendelete szerint az Ürömi-víznyelőbarlang (Pilis hegység) fokozottan védett barlang. 2021. május 10-től az agrárminiszter 17/2021. (IV. 9.) AM rendelete szerint az Ürömi-víznyelőbarlang (Pilis hegység, Duna–Ipoly Nemzeti Park Igazgatóság működési területe) az igazgatóság engedélyével látogatható. A 13/1998. (V. 6.) KTM rendelet egyidejűleg hatályát veszti.

## További irodalom
- Hampel Ferenc: Az ürömi víznyelő (ponor). Magyar Katonai Szemle, 1940. (10. évf.) 4. negyedév. 787–791. old.